# 태화 (성한)
태화(太和)는 중국 성한(成漢) 후주(後主)의 첫 번째 연호이다. 344년에서 346년 9월까지 2년 9개월 동안 사용하였다.
같은 시기에 사용된 다른 연호로는 동진(東晉)에서 사용한 건원(建元 : 343년 ~ 344년), 영화(永和 : 345년 ~ 356년), 전량(前凉)에서 사용한 건흥(建興 : 314년 ~ 361년), 후조(後趙)에서 사용한 건무(建武 : 335년 ~ 348년), 대(代)에서 사용한 건국(建國 : 338년 ~ 376년)이 있다.

## 연대대조표
| 태화                | 원년            | 2년             | 3년        |
| 서력                | 344년           | 345년           | 346년      |
| 육십간지 (六十干支) | 갑진(甲辰)      | 을사(乙巳)      | 병오(丙午) |
| 동진 (東晉)         | 건원(建元) 2년  | 영화(永和) 원년 | 2년        |
| 전량 (前凉)         | 건흥(建興) 32년 | 33년            | 34년       |
| 후조 (後趙)         | 건무(建武) 10년 | 11년            | 12년       |
| 대 (代)             | 건국(建國) 7년  | 8년             | 9년        |

## 같이 보기
- 다른 왕조의 같은 연호
  - 조위(曺魏) 태화(227년 ~ 233년)
  - 동진(東晉) 태화(366년 ~ 371년)
  - 후조(後趙) 태화(328년 ~ 330년)
  - 북위(北魏) 태화(477년 ~ 499년)

- 중국의 연호

| 이전 연호 한흥(漢興) | 중국의 연호 성한(成漢) | 다음 연호 가녕(嘉寧) |